# Cerro San Cristóbal (Chile)
El cerro San Cristóbal está ubicado en Santiago, Chile. Con una altitud de 880 m s. n. m. y una prominencia de 280 m, es el cuarto punto más alto de la ciudad, superado por los cerros Manquehue, Lo Aguirre y Renca. El cerro se encuentra entre las comunas de Providencia y Recoleta, y tiene a sus pies el Barrio Bellavista.
El cerro San Cristóbal es parte de un conjunto de montes, junto con los cerros Chacarillas, su cerro hermano; Los Gemelos y La Pirámide, que forman parte del Parque Metropolitano de Santiago, el parque urbano más grande de Chile y uno de los más grandes del mundo, con aproximadamente 722 hectáreas de extensión.

## Historia

### Periodo hispánico
El nombre original del cerro era Tupahue (en quechua: ‘Centinela’) —actualmente, se conoce como Tupahue o Chacarillas al cerro ubicado en el sector norte del Parque Metropolitano de Santiago, entre el Jardín Botánico y la Avenida Américo Vespucio—. Fue rebautizado en honor a san Cristóbal de Licia, patrono de los viajeros, por el conquistador Pedro de Valdivia. La primera referencia escrita de su nombre actual data del siglo XVIII, cuando el gobernador de Chile Manuel de Amat y Junyent hizo una descripción geográfica del territorio al rey Carlos III.
Durante la época colonial, diversas canteras operaron en la ladera sur, de las que se sacaron piedras para el Puente de Cal y Canto, el Palacio de La Moneda y para adoquinar las calles de Santiago.[cita requerida]

### Ocupación y obras

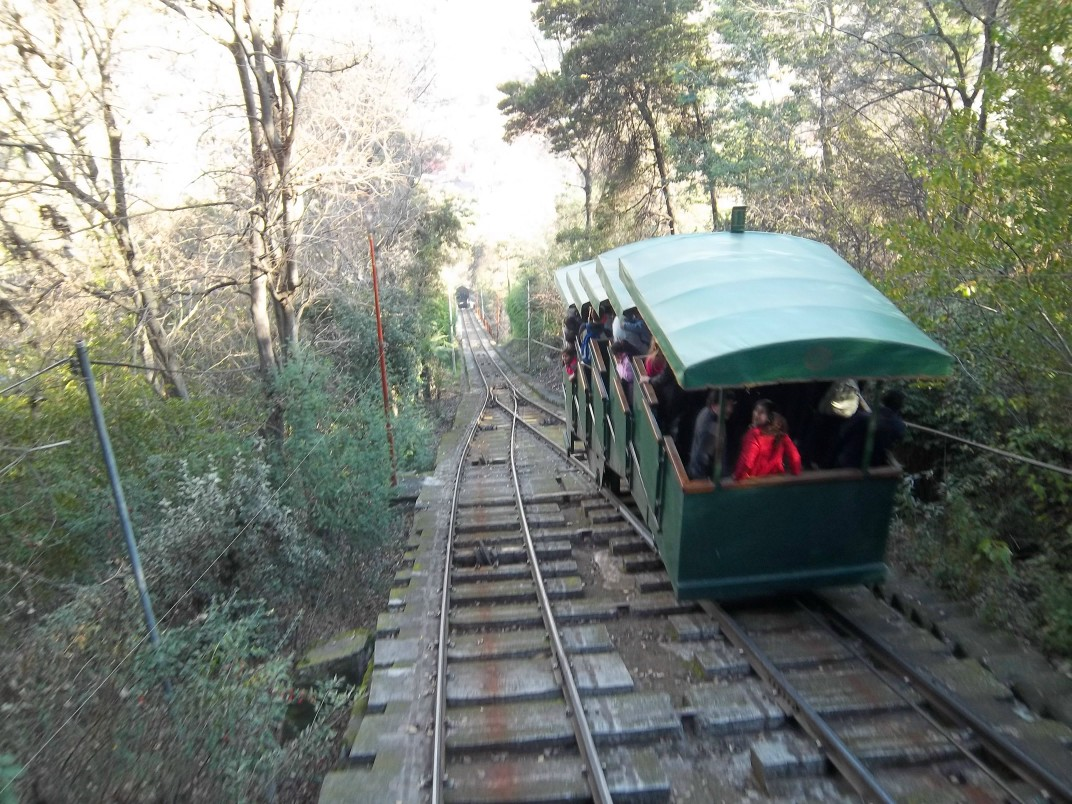
Al cerro se puede subir a través de funiculares cuyas líneas se entrecruzan.

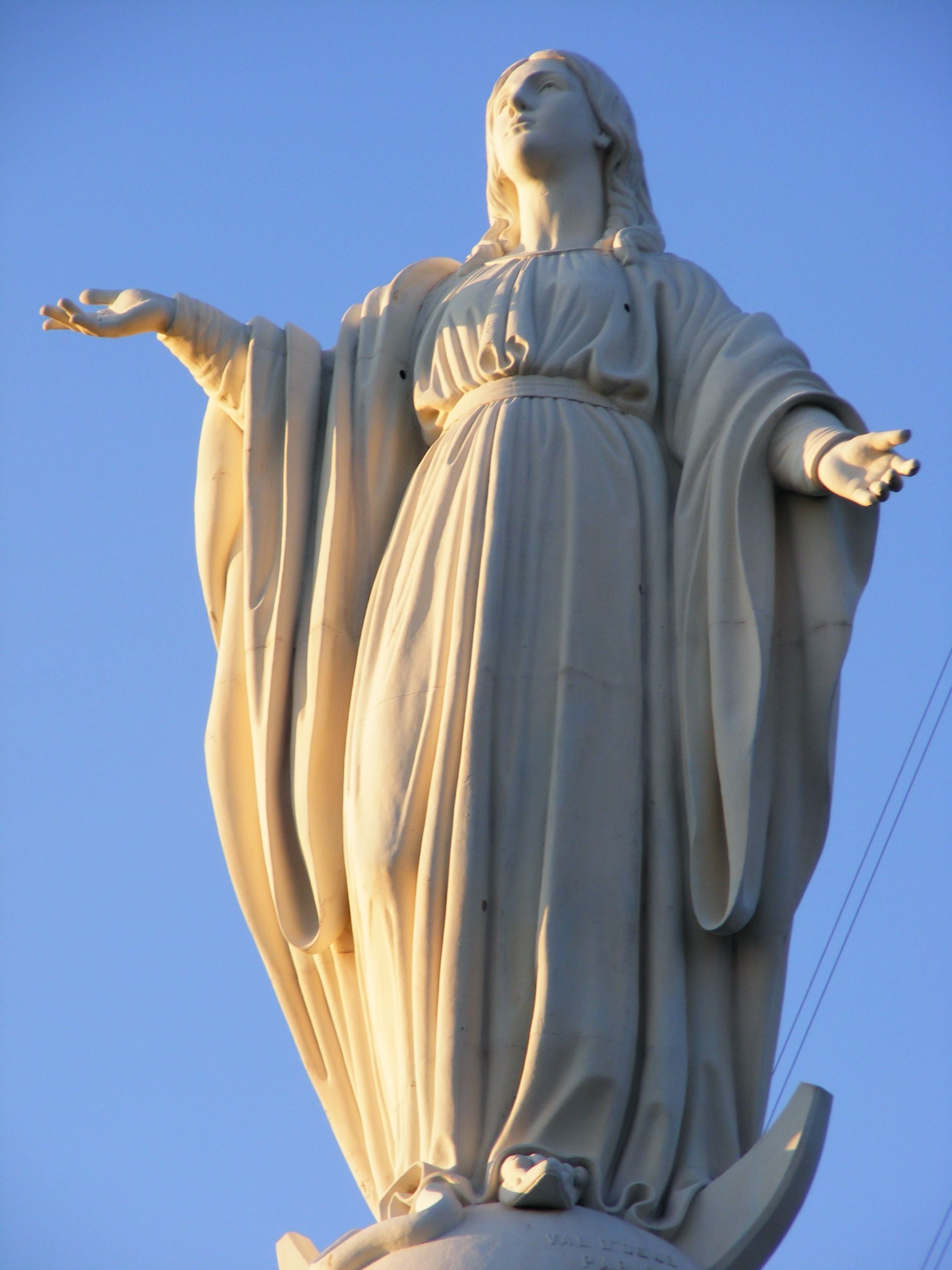
Imagen de la Virgen María en la cumbre del cerro San Cristóbal.

En 1903, con fondos donados por el filántropo estadounidense D. O. Mills, se instaló en una de sus cumbres el Observatorio Astronómico Mills, actualmente denominado «Manuel Foster», gemelo del Observatorio Astronómico Lick de la Universidad de California. En su época —con 37 pulgadas de diámetro, 6 pulgadas de espesor y 500 libras de peso—, su telescopio reflector fue el más grande  del hemisferio Sur y el décimo en tamaño del mundo. Esta instalación pertenece en el presente a la Pontificia Universidad Católica de Chile, que lo mantiene pese a su inviabilidad científica producto de la contaminación lumínica emanada por la ciudad.
El 26 de abril de 1908, fue inaugurado el santuario de la Inmaculada Concepción, con su gran estatua en la cumbre del cerro, por iniciativa del arzobispo de Santiago Mariano Casanova, gracias a donaciones particulares. Esta estatua, visible desde gran parte de la ciudad, es considerada como un símbolo de Santiago.

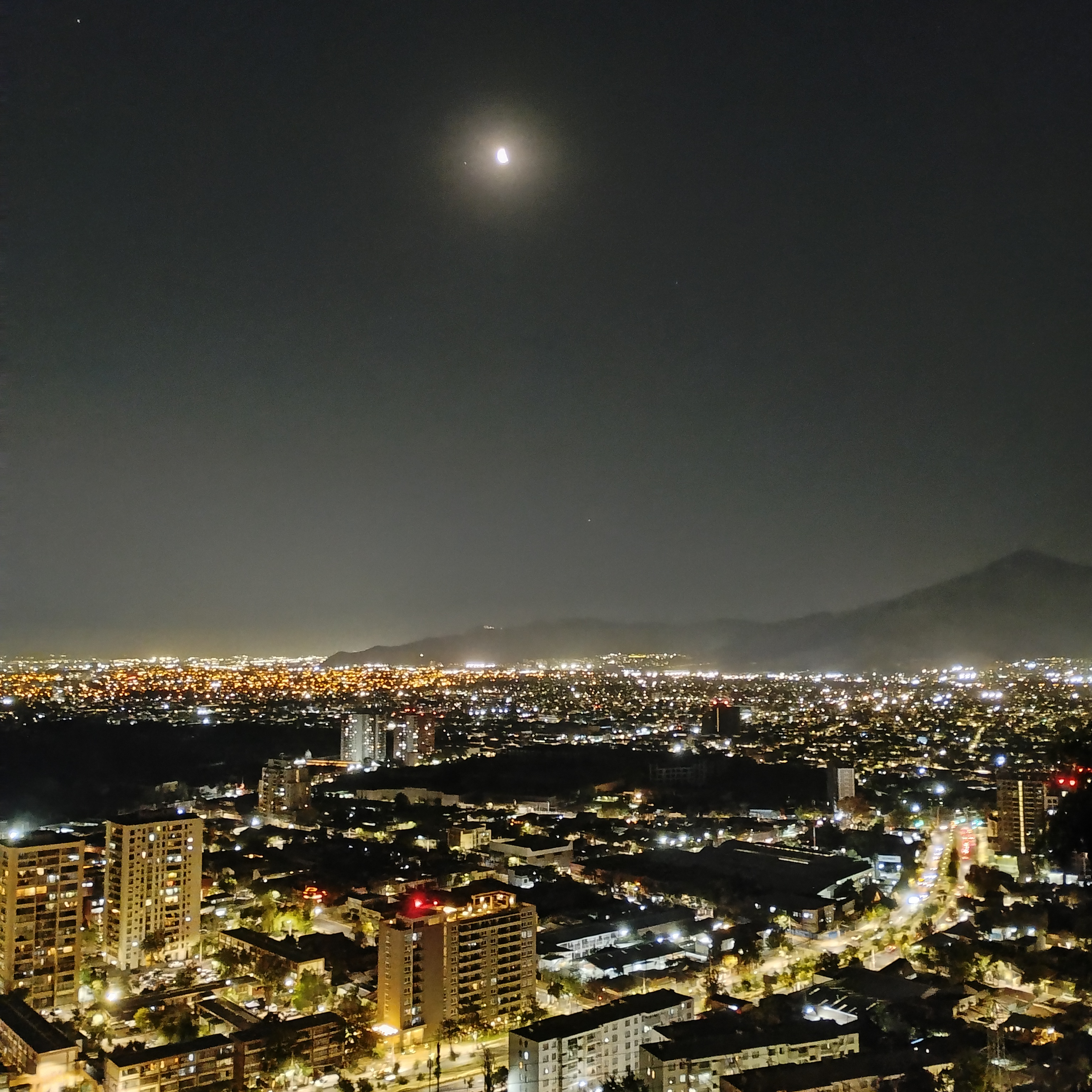
Vista nocturna desde el Cerro San Cristóbal hacia el norponiente.

En agosto de 1916, Alberto Mackenna Subercaseaux, intendente de Santiago y presidente de los boy scouts, junto con el senador Pedro Bannen iniciaron una campaña de expropiación del Cerro a privados con la idea de convertirlo en un gran parque público. Dentro de las primeras obras para ese fin se encontraba un programa de forestación iniciado en 1921, ya que el cerro estaba naturalmente desprovisto de vegetación.  
En los años siguientes, se construyen canales de regadíos, caminos, el funicular en 1925, el Zoológico Nacional, el Torreón Victoria y la Capilla del Santuario de la Cumbre en 1931.
Durante los años 1960 se continuó el desarrollo del Cerro con la plaza México, la piscina Tupahue, la Casa de la Cultura Anahuac y los juegos infantiles Gabriela Mistral. En 1966 una ley consolidó los Servicios Cerro San Cristóbal y Jardín Zoológico Nacional en una sola entidad que se conoce como Parque Metropolitano de Santiago. En su cima, el anfiteatro y su santuario acogieron al papa Juan Pablo II en su visita de abril de 1987. También en este lugar se encuentran las antenas difusoras de televisión y un columbario.

## Accesos
Sus accesos son por Avenida Zapadores (Recoleta), calle Pío Nono (Recoleta y Providencia), Avenida Pedro de Valdivia Norte (Providencia), Américo Vespucio Oriente y Camino La Pirámide (Vitacura).
Es posible subir hasta la cumbre en bicicleta, a pie, o por medio del funicular y el teleférico. Es posible tener una vista panorámica de la ciudad de Santiago y de la cordillera de los Andes desde la cima del cerro San Cristóbal, visitar una de las dos piscinas —Antilén y Tupahue—, el Zoológico Metropolitano y el teleférico.